# Dissenterlagarna
Dissenterlagarna är ett gemensamt namn på de lagar som stiftades 1860 och 1873 och som gav svenskar rätt att lämna Svenska kyrkan under förutsättning att de gick in i ett av staten godkänt samfund. Straffet för att konvertera hade tidigare varit landsförvisning.
I lagen från 1860 används termen Svenska kyrkan officiellt för första gången.

## 1873 års lag
I och med 1873 års lag blev det möjligt att lämna den svenska kyrkan, efter en kort betänketid. Svenska medborgare medgavs också att konvertera till katolicismen. Om föräldrarna tillhörde olika trossamfund fick dessa själva välja vilken trosriktning som barnen skulle uppfostras i. Det var dock fortfarande olagligt att inte tillhöra ett religiöst samfund, vilket gjorde att man var tvungen att välja.
1873 års förordning ersattes av 1951 års religionsfrihetslag.

## Lagarna
- Förordning angående främmande trosbekännare och deras religionsöfning (23 oktober 1860)[4][5]
- K.F. ang främmande trosbekännare och deras religionsöfning den 31 oktober 1873[6]